# Храстулє
Храстулє (словен. Hrastulje) — поселення в общині Шкоцян, регіон Південно-Східна Словенія, Словенія.